# 송클라

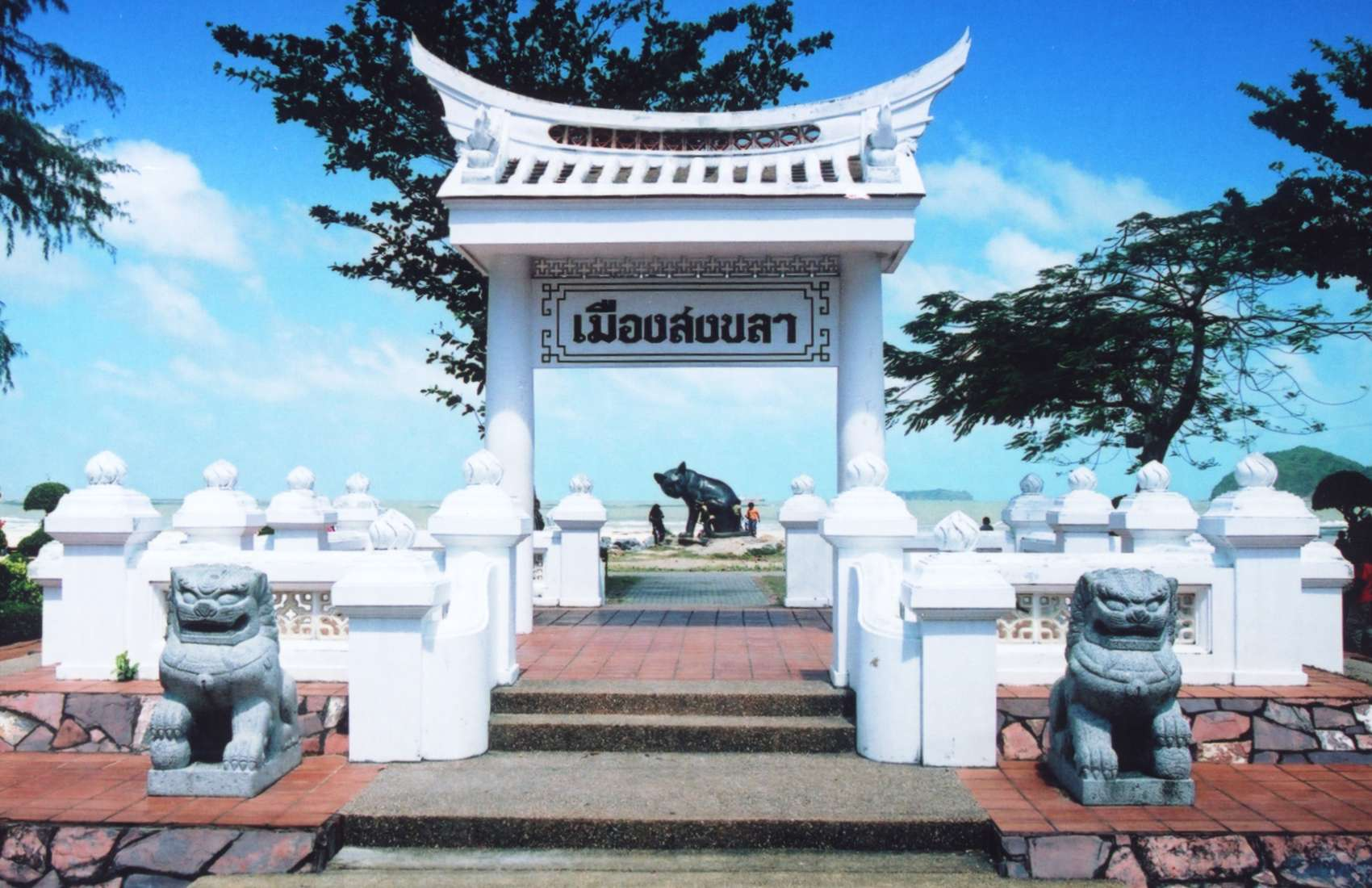
램사밀라 해변

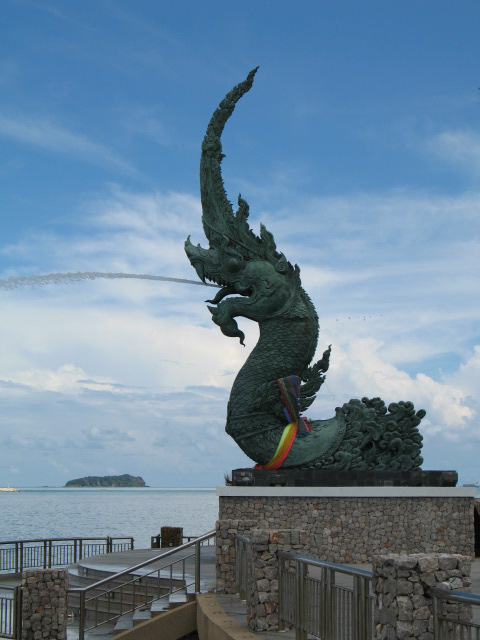
송탈레 공원의 나가 두상

송클라(태국어: สงขลา)는 태국 남부의 송클라 주에 있는 도시(테사반 나콘)이다. 인구는 2006년 기준으로 75,048명이다. 도시는 핫야이-송클라 도시권의 일부이다.
송클라는 이웃한 핫야이에 비해 작은 도시이지만 송클라 주의 주도이다. 송클라 호가 타이만을 향해 열려있는 곳에 위치하기 때문에 송클라는 어촌이자, 끄라 지협 동안의 중요한 항구이다.
송클라는 예전에는 말레이어로 '사자의 도시'를 의미하는 싱고라로 불렸다.

## 역사
1941년 12월 8일, 진주만 공격 한 시간 전에 일본제국 육군은 이곳에 상륙했고 말레이 전쟁의 일환으로 남쪽의 페를리스와 페낭을 향해 진군했다.
2003년에 송클라는 이웃한 나라티왓, 빠따니, 얄라의 무슬림 분리주의 운동의 영향을 받았다.

## 인구
비록 불교도가 다수이지만 상당한 수의 무슬림이 있고 특히 말레이시아와의 국경 근처의 농촌 지역에 집중되어 있다. 이들 무슬림들은 태국어의 영향을 받은 야위어를 사용한다.

## 기후
| 송클라의 기후                                                                 | 송클라의 기후 | 송클라의 기후 | 송클라의 기후 | 송클라의 기후 | 송클라의 기후 | 송클라의 기후 | 송클라의 기후 | 송클라의 기후 | 송클라의 기후 | 송클라의 기후 | 송클라의 기후 | 송클라의 기후 | 송클라의 기후   |
| 월                                                                            | 1월           | 2월           | 3월           | 4월           | 5월           | 6월           | 7월           | 8월           | 9월           | 10월          | 11월          | 12월          | 연간            |
| ----------------------------------------------------------------------------- | ------------- | ------------- | ------------- | ------------- | ------------- | ------------- | ------------- | ------------- | ------------- | ------------- | ------------- | ------------- | --------------- |
| 역대 최고 기온 °C (°F)                                                        | 32.4 (90.3)   | 34.3 (93.7)   | 36.5 (97.7)   | 38.2 (100.8)  | 38.6 (101.5)  | 37.6 (99.7)   | 36.6 (97.9)   | 37.3 (99.1)   | 35.6 (96.1)   | 38.5 (101.3)  | 34.0 (93.2)   | 32.6 (90.7)   | 38.6 (101.5)    |
| 일평균 최고 기온 °C (°F)                                                      | 29.0 (84.2)   | 30.5 (86.9)   | 31.5 (88.7)   | 32.6 (90.7)   | 33.4 (92.1)   | 33.4 (92.1)   | 33.3 (91.9)   | 33.3 (91.9)   | 32.7 (90.9)   | 31.6 (88.9)   | 30.0 (86.0)   | 29.5 (85.1)   | 31.7 (89.1)     |
| 일일 평균 기온 °C (°F)                                                        | 27.2 (81.0)   | 27.5 (81.5)   | 28.1 (82.6)   | 28.9 (84.0)   | 29.0 (84.2)   | 28.7 (83.7)   | 28.5 (83.3)   | 28.3 (82.9)   | 28.0 (82.4)   | 27.4 (81.3)   | 27.0 (80.6)   | 26.9 (80.4)   | 28.0 (82.3)     |
| 일평균 최저 기온 °C (°F)                                                      | 24.9 (76.8)   | 25.0 (77.0)   | 25.2 (77.4)   | 25.8 (78.4)   | 25.8 (78.4)   | 25.5 (77.9)   | 25.2 (77.4)   | 25.1 (77.2)   | 24.9 (76.8)   | 24.6 (76.3)   | 24.6 (76.3)   | 24.6 (76.3)   | 25.1 (77.2)     |
| 역대 최저 기온 °C (°F)                                                        | 19.1 (66.4)   | 19.3 (66.7)   | 19.7 (67.5)   | 21.1 (70.0)   | 22.1 (71.8)   | 21.1 (70.0)   | 21.1 (70.0)   | 21.9 (71.4)   | 21.4 (70.5)   | 21.1 (70.0)   | 19.9 (67.8)   | 20.5 (68.9)   | 19.1 (66.4)     |
| 평균 강수량 mm (인치)                                                         | 127.2 (5.01)  | 54.9 (2.16)   | 71.3 (2.81)   | 85.8 (3.38)   | 114.8 (4.52)  | 102.7 (4.04)  | 95.1 (3.74)   | 137.8 (5.43)  | 123.3 (4.85)  | 279.8 (11.02) | 587.9 (23.15) | 468.3 (18.44) | 2,248.9 (88.54) |
| 평균 강수일수 (≥ 1.0 mm)                                                      | 7.5           | 4.5           | 5.3           | 6.3           | 9.8           | 8.9           | 9.2           | 10.5          | 11.4          | 16.2          | 20.3          | 17.7          | 127.6           |
| 평균 상대 습도 (%)                                                            | 77.4          | 76.2          | 77.3          | 77.1          | 77.0          | 76.3          | 75.8          | 75.7          | 77.7          | 81.4          | 84.3          | 81.9          | 78.2            |
| 평균 월간 일조시간                                                            | 179.8         | 183.6         | 204.6         | 201.0         | 151.9         | 150.0         | 151.9         | 151.9         | 144.0         | 111.6         | 105.0         | 142.6         | 1,877.9         |
| 평균 일일 일조시간                                                            | 5.8           | 6.5           | 6.6           | 6.7           | 4.9           | 5.0           | 4.9           | 4.9           | 4.8           | 3.6           | 3.5           | 4.6           | 5.2             |
| 출처 1: 세계기상기구 (평년값: 1991년~2020년), 태국 기상청 (극값: 1951년~현재) |               |               |               |               |               |               |               |               |               |               |               |               |                 |
| 출처 2: 태국 수자원수문학사무소 (일조시간: 1981년~2010년)                     |               |               |               |               |               |               |               |               |               |               |               |               |                 |